# 人部
人部（じんぶ）は、漢字を部首により分類したグループの一つ。
康熙字典214部首では9番目に置かれる（2画の3番目）。

## 概要
「人」はヒトの腕と足の形に象る。
偏旁では意符としてヒトに関わる事物・行為・動作・性格・呼称などを表している。偏にあるときは「亻」、冠にあるときは「𠆢」となる。
人部はこれらの偏旁を構成要素とする漢字、およびその字形を筆画の一部として持つ漢字を分類している。
片仮名の「イ」は、偏にきたときの「人」とほぼ同じ形であるが、これは人偏を含む「伊」から造られたとされている。また、片仮名の「ヘ」は、冠にきたときの「人」とほぼ同じ形であるが、「ヘ」は「部」を崩したものの一部から造られた字であり全くの無関係である。

## 部首の通称
- 日本：ひと、にんべん、ひとがしら、ひとやね、ひとかんむり
- 中国：單人旁
- 韓国：사람인부（saram in bu、ヒトの人部）・사람인변부（saram in byeon bu、ヒトの人の偏の部）
- 英米：Man Radical/Person Radical

## 部首字
人
- 中古漢語
  - 広韻 - 如鄰切
  - 詩韻 - 真韻、平声
  - 三十六字母 - 日母
- 現代漢語
  - 普通話 - ピンイン：rén 注音：ㄖㄣˊ ウェード式：jen2
  - 広東語 - Jyutping:jan4
- 日本語 - 音：ジン（漢音）・ニン（呉音） 訓：ひと
- 朝鮮語 - 訓音：사람（saram、ひと） 인 (in)

甲骨文
金文
大篆
小篆

## 例字
- 人・以・來（来→木部）
- 今・介・令・余・企
- 仁・代・仕・仙・他・伐・伏・仰・休・体・傷・低・似・停・仲・僵・𠏹・償

常用漢字
- 全（全→入部）

### 最大画数
𠑵